# أكري (إيطاليا)
أكري (كالابريان: Eacri) هي مدينة يبلغ عدد سكانها 19.949 نسمة وتقع في الجزء الشمالي من منطقة قلورية في جنوب إيطاليا.